# Рутино
Рутино (итал. Rutino) је насеље у Италији у округу Салерно, региону Кампанија.
Према процени из 2011. у насељу је живело 663 становника. Насеље се налази на надморској висини од 334 м.

## Становништво
| 1931. | 1936. | 1951. | 1961. | 1971. | 1981. | 1991. | 2001. | 2011. |
| ----- | ----- | ----- | ----- | ----- | ----- | ----- | ----- | ----- |
| 1.558 | 1.589 | 1.680 | 1.583 | 1.169 | 1.036 | 986   | 920   | 889   |